# Кропив'янка прудка

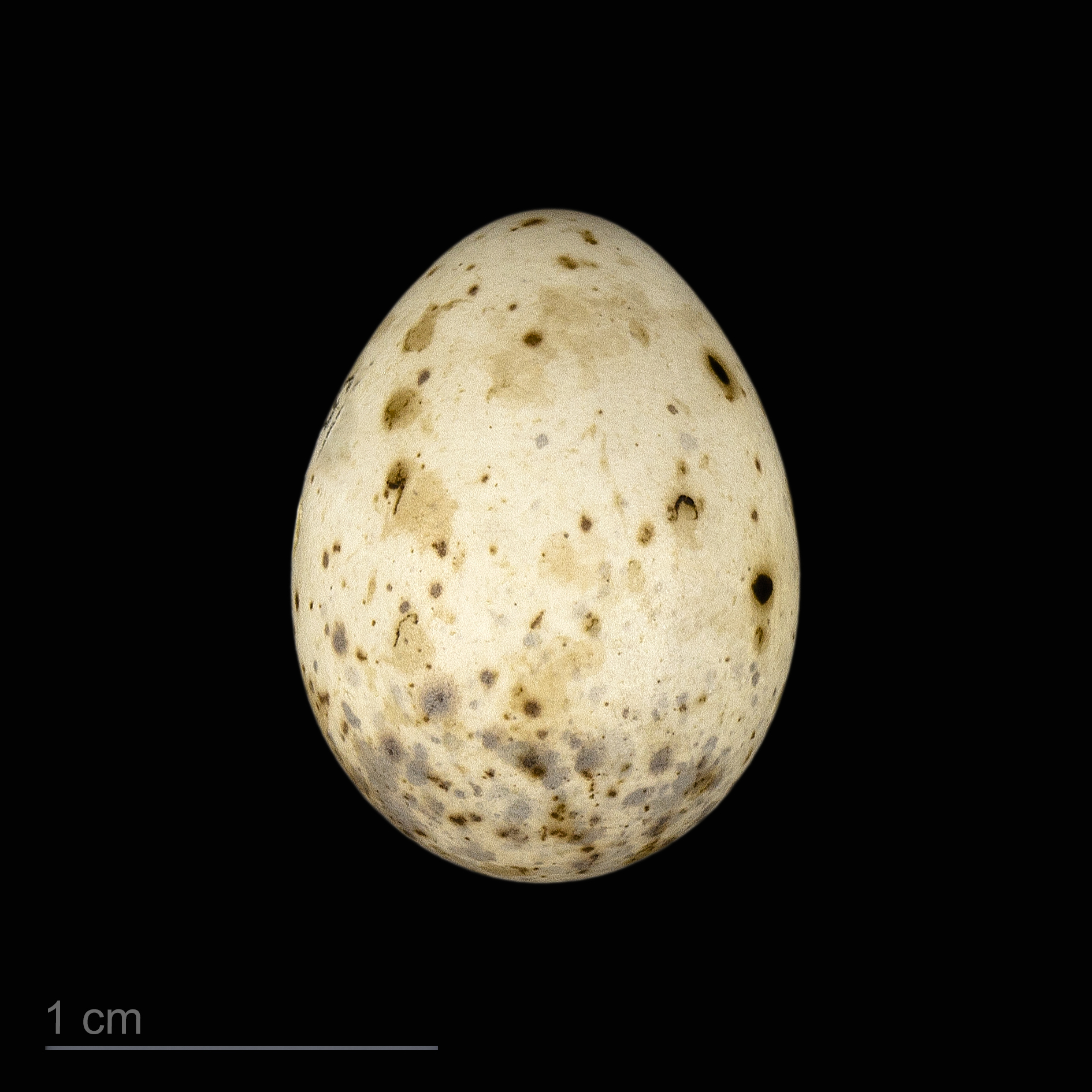
яйце Curruca curruca - Тулузький музей

Кропи́в'янка прудка́ (Curruca curruca) — вид птахів роду кропив'янка з родини кропив'янкових. В Україні гніздовий, перелітний вид.

## Опис

### Морфологічні ознаки
Невеликий птах, маса тіла 19-20 г, довжина тіла близько 14 см. Дорослий птах зверху сірувато-бурий, з оливковим відтінком; боки шиї сіруваті; низ сірувато-білий, з вохристим відтінком на волі і боках тулуба; махові і стернові пера бурі; дзьоб зверху темно-бурий, знизу світліший; ноги темно-сірі. Молодий птах схожий на дорослого, але зверху буріший; низ світліший; на боках шиї сірого кольору нема.
Від інших кропив'янок відрізняється однотонним забарвленням верху і піснею.

### Звуки
Пісня — мелодійні трелі і свист, але без флейтового закінчення, як у чорноголової кропив'янки: поклик — дещо гугняве «чек — чек — чек».

## Поширення та місця існування
Ареал дуже широкий — від західних меж Європи до Забайкалля, від лісотундри до південної Азії.
В Україні гніздиться в лісовій і лісостеповій смугах, а також на значній частині степової смуги; мігрує на всій території.
Перелітний птах, є дальнім мігрантом. Осіння міграція розпочинається на початку - в середині серпня та закінчується до кінця вересня. Кропив'янки, що гніздяться в Європі, зимують в Центральній Африці.
Біотоп, якому птах надає перевагу: ліси, сади, парки з густою чагарниковою рослинністю. Мешкає скрізь, де є кущі, часто у населених пунктах.

## Підвиди
- C. c. minula — зустрічається на заході ареалу, менша за розміром і світліша;
- C. c. althaea — зустрічається на сході ареалу, крупніша і темніша.

## Чисельність
Чисельність в Європі оцінена в 4,8-7,8 млн пар, в Україні — 155–230 тис. пар. Чисельність стабільна.

## Гніздування

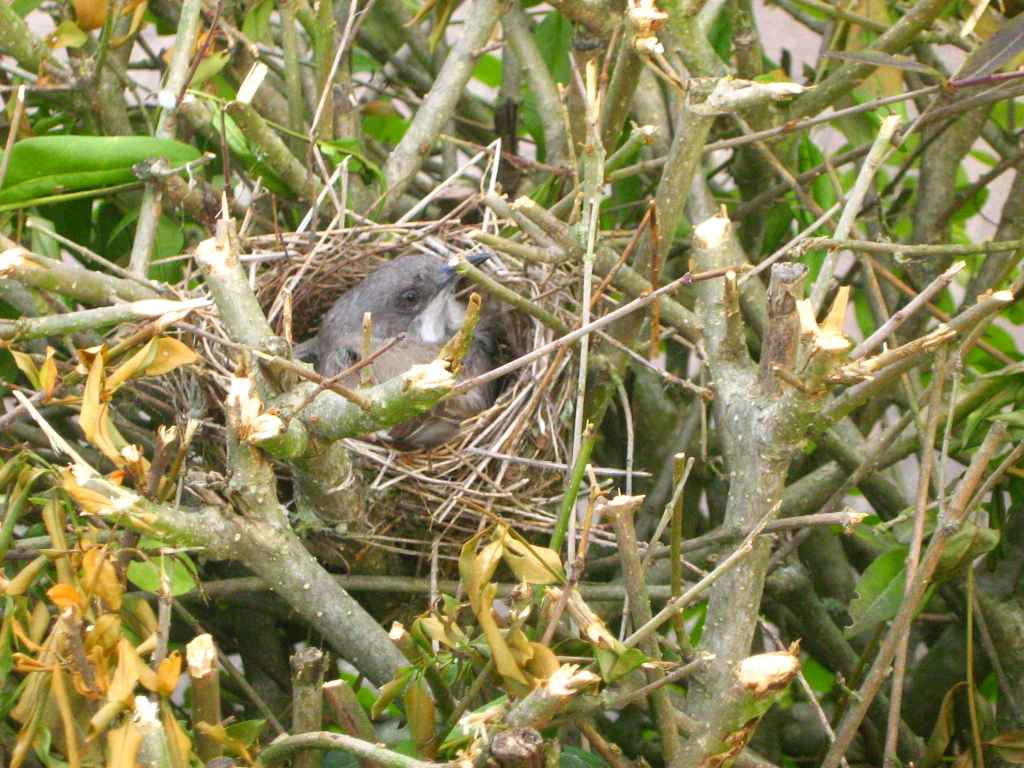
Кропив'янка прудка на гнізді

На місця гніздування на території України прилітають протягом квітня. Першими з'являються самці, які починають будувати гнізда ще до прильоту самок. Будування гнізда триває 5-11 днів. Гніздиться окремими парами. Гнізда влаштовує на невеликій висоті (0,4-2 м) на молодих деревах і кущах. Віддає перевагу молодим ялинам, ялівцю, рідше гніздиться на деревах інших порід. У містах гнізда зазвичай влаштовує на декоративних кущах (туя, спірея, жимолость тощо). Гніздо закріплює біля стовбура на бічних гілках, у розгалуженнях та мутовках гілок, серед негустого їх переплетіння. Гніздо являє собою доволі пухку, неміцну споруду, значно меншу, ніж у інших кропив'янок. Стінки його складені з тонких деревних гілочок та сухих стебел трав'янистих рослин. Лоток акуратно вистелений тонкими корінцями, дрібними травинками, нерідко із домішками волосся, тонких луб'яних волокон. Інколи зовні в стінки вплітаються комочки павутиння, кокони комах, рослинний пух. Розміри гнізд: діаметр гнізда 9,2 (8,5-10,0), висота гнізда 6,9 (5,5-9,0), діаметр лотка 5,7 (5,1-6,0), глибина лотка 4,2 (3,8-5,2) мм.
Кладка зазвичай складається з 5 яєць, часто з 4 або 6. У виключних випадках трапляються кладки з 7 яєць. Основний фон шкаралупи зеленовато-білий, нерідко з легким вершковим відтінком. Поверхневі плями невеликі, бурого кольору різної інтенсивності, розкидані нещільно, біля тупого кінця можуть утворювати віночок.
Глибокі плями дрібні та великі, сірого кольору. Середні розміри яєць 16,9×12,8 мм.
Свіжі кладки трапляються у другій — третій декадах травня — на початку червня. У більшості пар буває також і друге гніздування (в липні). Насиджують кладку самець і самка протягом 11-13 діб. Молоді птахи стають здатними до польоту вже через 10-11 днів.

## Живлення
Навесні та на початку літа прудка кропив'янка живиться переважно безхребетними: павуками, черевоногими молюсками, комахами та їх личинками; пізнім літом та восени живиться також ягодами.

## Охорона
Перебуває під охороною Бернської конвенції.